# Isabella Hofmann
Isabella Hofmann (Chicago, 11 december 1958) is een Amerikaanse actrice.

## Biografie
Hoffman doorliep de high school aan de East Troy High School in East Troy. Hierna studeerde zij af aan de University of Wisconsin-Whitewater in Whitewater (Wisconsin). 
Hoffman was van 1988 tot en met 1994 getrouwd. Hierna had zij een aantal jaren een relatie met Daniel Baldwin met wie zij een zoon heeft.

## Filmografie

### Films
Uitgezonderd korte films.
- 2021 Along Came Wanda - als Grace
- 2021 Church People - als Sue
- 2017 Michael Jackson: Searching for Neverland - als Green
- 2017 A Neighbor's Deception - als Cheryl Dixon
- 2014 Sugar Daddies - als Rita
- 2014 West End - als Mary Trevi
- 2013 Dreamer – ala Martha
- 2010 Burlesque – als Loretta
- 2010 Sex Tax: Based on a True Story – als Janine Taylor
- 2009 Midnight Bayou - als Lilibeth Simone, Lenas moeder
- 2007 Pandemic – als Lauren Smith
- 2006 Little Chenier – als Gwenivere Lebauve
- 2004 The Princess Diaries 2: Royal Engagement – als Miss Genovia Hildegard
- 2004 Helter Skelter – als Rosemary LaBianca
- 2001 Youched by a Killer – als Nikki Barrington
- 2000 Sole Survivor – als Barbara Christman
- 2000 Homicide: The Movie – als Megan Rossert
- 1999 The Promise – als Joanne Stoller
- 1998 The Advanced Guard – als Harper
- 1998 Atomic Dog – als Janice Rifkin
- 1997 Unwed Father – als Tess Crane
- 1997 Dying to Belong – als Gwen Conners
- 1996 Twisted Desire – als Susan Stanton
- 1995 She Fought Alone – ale Avon Rose
- 1995 The Amazing Panda Adventure – als Beth
- 1994 Renaissance Man – als Marie
- 1991 Saturday's – als Anne
- 1991 ...And Then She Was Gone – als Kate Lydon
- 1989 Tripwire – als Anne
- 1988 The Town Bully – als Ronnie Doniger
- 1987 Real Men – als Barbara Wilson
- 1987 independence – als Birdie

### Televisieseries
Uitgezonderd eenmalige gastrollen.
- 2015-2018 Suits - als Joan Walsh - 2 afl.
- 2016-2017 Legends of Tomorrow - als Clarissa Stein - 3 afl.
- 2015 The Flash - als Clarissa Stein - 3 afl.
- 2011 Criminal Minds – als Carolyn Baker Rossi – 2 afl.
- 2002-2004 JAG – als Meredith Cavanaugh – 18 afl.
- 2001-2002 Providence – als Dr. Renee Dunseith – 6 afl.
- 2001 The Practice – als Kate Littlefield – 2 afl.
- 1999-2000 Beggars and Choosers – als Cecile Malone – 3 afl.
- 1998-1999 Party of Five – als Martha Levinson – 3 afl.
- 1994-1997 Homicide: Life on the Street – als Megan Russert – 45 afl.
- 1994 Sisters – als Tatyana – 2 afl.
- 1993 The Boys – als Molly Rich – 6 afl.
- 1988-1992 Dear John – als Kate McCarron – 90 afl.
- 1987 Night Court – als Dr. Townsend – 2 afl.
- 1987 Matlock – als Melinda Stuart – 2 afl.
- 1986 Head of the Class – als Suzanne McGraw – 2 afl.

### Computerspellen
- 2017 Dishonored: Death of the Outsider - als burger
- 2016 Dishonored 2 - als burger

- Library of Congress Control Number: no2006070866
- Virtual International Authority File: 2223514
- WorldCat: E39PBJjXd6qbqhH8Rx7Hg8xYyd